# دیودیه
دیودیه (به مجاری:  Gyügye) یک منطقهٔ مسکونی در مجارستان است که در سابولچ-ساتمار-برگ واقع شده‌است. دیودیه ۴٫۳۳ کیلومتر مربع مساحت و ۲۷۱ نفر جمعیت دارد.